# Adam Ray
Adam Ray, född 1982, är en amerikansk komiker, skådespelare och Youtubare.

## Biografi
Adam Ray växte upp i Seattle och tog en kandidatexamen i konst från University of Southern California.
Ray påbörjade sin karriär på Youtube där han har 242 000 prenumeranter och 37 miljoner tittare. Han gjorde också röstarbete åt reklamfilmer och har synts i reklamer för McDonald's, Hyundai och Burger King bland annat. 2019 började han också med ståuppkomik där han nästan uteslutande använde sig av karaktären Dr. Phil som är en parodi på Dr. Phil McGraw. Karaktären har blivit oerhört populär vilken han fortfarande (2024) uppträder som. Den riktiga Dr. Phil har också visat uppskattning för parodin.
Ray har också medverkat i en rad TV-serier och filmer som Ghostbusters (2016), She-Ra och prinsessrebellerna och Crossing Swords.

## Filmografi (i urval)

### Film
| År   | Titel                                 | Roll               | Notering          |
| ---- | ------------------------------------- | ------------------ | ----------------- |
| 2008 | An American Standard                  | Ryan               | Kortfilm          |
| 2008 | The Travis McFarland Club             | Bobby              | Kortfilm          |
| 2009 | Drunks vs. Highs                      | High               | TV-film           |
| 2010 | Santa's Xmas Party                    | Adam               | Kortfilm          |
| 2011 | Axe: Dirtcathlon                      | Arg italiensk kock | Kortfilm          |
| 2011 | Jake Arrives                          | Jake               | Kortfilm          |
| 2013 | The Heat                              | LeSoire            |                   |
| 2013 | Project Tennessee                     | Adam               | Kortfilm          |
| 2014 | Kay Valentine's Day Commercial Parody | Make               | Kortfilm          |
| 2015 | Spy                                   | Agent i Jetpack    |                   |
| 2016 | Ghostbusters                          | Sångare / Slimer   | Röstroll (Slimer) |
| 2017 | Handsome                              | Devon              |                   |
| 2018 | Game Over, Man!                       | Dan                |                   |
| 2018 | Second Act                            | Tekniker           |                   |
| 2020 | The Bellman                           | Steve              |                   |
| 2021 | Good on Paper                         | Full tönt          |                   |
| 2022 | The School for Good and Evil          | Stans tuffing      |                   |
| 2023 | Barbie                                | Polis              |                   |
| 2023 | Love Virtually                        | Dörrvakt           |                   |
| 2024 | Jackpot!                              | Rövhål Pappa       |                   |

### TV
| År        | Titel                                | Roll                                 | Notering                                                     |
| --------- | ------------------------------------ | ------------------------------------ | ------------------------------------------------------------ |
| 2007      | Human Giant                          | Tom Cruise                           | Avsnitt: "Most Pit!"                                         |
| 2007      | Nick Cannon Presents: Short Circuitz | Kille                                | Avsnitt: "#1.7"                                              |
| 2008      | Jim's värld                          | Brad                                 | Avsnitt: "The Hot Wife"                                      |
| 2009      | Ted Sampon: Househusband             | Smart                                | Avsnitt: "Married... Again!"                                 |
| 2011      | Appleseed Elementary                 | Rektor Cramer                        | 5 avsnitt                                                    |
| 2012      | Två panka tjejer                     | Tony                                 | 2 avsnitt                                                    |
| 2012      | A Guy Walks Into a Bar               | Bartender                            | 14 avsnitt                                                   |
| 2012-2013 | Ash Global                           | Denny                                | 6 avsnitt                                                    |
| 2013      | Workaholics                          | Mark McGrath                         | Avsnitt: "In Line"                                           |
| 2013      | Knifeguard                           | Ed                                   |                                                              |
| 2014      | Rick and Morty                       | Johnny / Kvinnomisshandlare          | Avsnitt: "Rixty Minutes"                                     |
| 2014      | Real Husbands of Hollywood           | Agent                                | Avsnitt: "Don't Vote for Nick"                               |
| 2015      | Silicon Valley                       |                                      | Avsnitt: "Server Space"                                      |
| 2016      | Mad TV                               | Olika roller                         | 8 avsnitt                                                    |
| 2017      | Return of the Mac                    | Alex                                 | 8 avsnitt                                                    |
| 2017      | Curb Your Enthusiasm                 | Uber chaufför #2                     | Avsnitt: "Namaste"                                           |
| 2018      | Nobodies                             | Klubbesökare                         | Avsnitt: "Open Dorf Policy"                                  |
| 2018      | American Vandal                      | Joe Crowder                          | 6 avsnitt                                                    |
| 2018      | Ballers                              |                                      | Avsnitt: "The Kids Are Aight"                                |
| 2018-2019 | Arrested Development                 | Al                                   | 3 avsnitt                                                    |
| 2018-2020 | She-Ra och prinsessrebellerna        | Swift Wind                           | Röstroll, 26 avsnitt                                         |
| 2019      | Robot Chicken                        | Imperial Recruitment Officer / Jambi | Röstroll, avsnitt: "Fila Ogden in: Maggie's Got a Full Load" |
| 2020-2021 | Crossing Swords                      | Ruben                                | Röstroll, 16 avsnitt                                         |
| 2020-2022 | Doug Unplugs                         | Säkerhets Bot                        | 8 avsnitt                                                    |
| 2021      | American Dad!                        | Emcee                                | Röstroll, avsnitt: "Stan Moves to Chicago"                   |
| 2021      | Hacks                                | Drew Higgins                         | Avsnitt: "1.69 Million"                                      |
| 2021      | When Nature Calls with Helen Mirren  | Olika roller                         | 2 avsnitt                                                    |
| 2021      | Fairfax                              | Jim                                  | Avsnitt: "Dale Hates His Dad"                                |
| 2021-2023 | Young Rock                           | Vince McMahon                        | 14 avsnitt                                                   |
| 2022      | Pam & Tommy                          | Jay Leno                             | 3 avsnitt                                                    |
| 2022      | Gaslit                               | Ron Ziegler                          | 3 avsnitt                                                    |
| 2022-2023 | 9-1-1: Lone Star                     | Jaques                               | 2 avsnitt                                                    |
| 2022-2023 | Welcome to Chippendales              | Larry                                | 6 avsnitt                                                    |
| 2023      | American Born Chinese                | Värd                                 | Avsnitt: "Beyond Repair"                                     |
| 2023-2024 | Dr. Phil LIVE!                       | Dr. Phil                             | 6 avsnitt                                                    |
| 2024      | Krapopolis                           | Röster                               | Avsnitt: ""Remedial Archeology""                             |